# Fernando de Mayena
Fernando Gonzaga, en italiano Ferdinando Gonzaga (1610-Charleville, 25 de mayo de 1632) fue un noble francés de abolengo franco-italiano.
Fernando fue el hijo menor de Carlos Gonzaga, duque de Nevers y de Rethel y príncipe de Arches al nacer. Su madre fue Catalina de Lorena, hija del célebre Mayenne, Carlos de Mayena, fallecido en 1611, y hermana del duque de Mayena que le sucedió, Enrique de Mayena.

Fernando, duque de Nevers por cortesía, tenía 21 años al heredar, en 1631, feudos de su hermano Carlos. Se convirtió así en duque de Mayena y de Aiguillon así como marqués de Villars, conde de Maine, de Tende y de Sommerive.

Igualmente, se convirtió en heredero potencial de los feudos de su padre, los ducados de Nevers y Rethel y el principado de Arches.

En 1627, su padre Carlos se convirtió, a continuación de la Guerra de Sucesión de Mantua, en duque de Mantua y de Montferrato y será igualmente heredero de estos títulos.

Esta situación duró menos de un año pues falleció a los 22 años de edad, el 25 de mayo de  1632, dejando los feudos de Mayena, Villars, Maine, Tende y Sommerive a su sobrino Carlos II de Mantua que será Carlos IV de Mayena.

El ducado de Aiguillon será requisado por Richelieu que lo reintegrará a la corona de Francia.

Fernando no se casó. 
| Predecesor: Carlos III | Duque de Mayena 1631 - 1632    | Sucesor: Carlos IV                                                       |
| Predecesor: Carlos III | Duque de Aiguillon 1631 - 1632 | Sucesor: reunido a la corona de Francia después Antoine de l'Age en 1634 |